# Csávoly
Csávoly (deutsch Tschawal, kroatisch Čavolj) ist eine ungarische Gemeinde im Kreis Baja im Komitat Bács-Kiskun.

## Gemeindepartnerschaften
- Čačinci, Kroatien

## Sehenswürdigkeiten
- Heimatmuseum (Falumúzeum)
- Römisch-katholische Kirche Urunk Színeváltozása, erbaut 1783 (Barock), erweitert 1883
- Römisch-katholische Friedhofskapelle Szent Mihály
- Römisch-katholische Kapelle Vodicai Segítő Szűz, nordwestlich außerhalb der Gemeinde
- See (Bara-tó)

## Verkehr
Durch Csávoly verläuft die Hauptstraße Nr. 55. Auf diese treffen in der Gemeinde die 
Landstraßen Nr. 5412 und Nr. 5505. Der nächstgelegene Bahnhof befindet sich fünf Kilometer südlich in Bácsbokod.

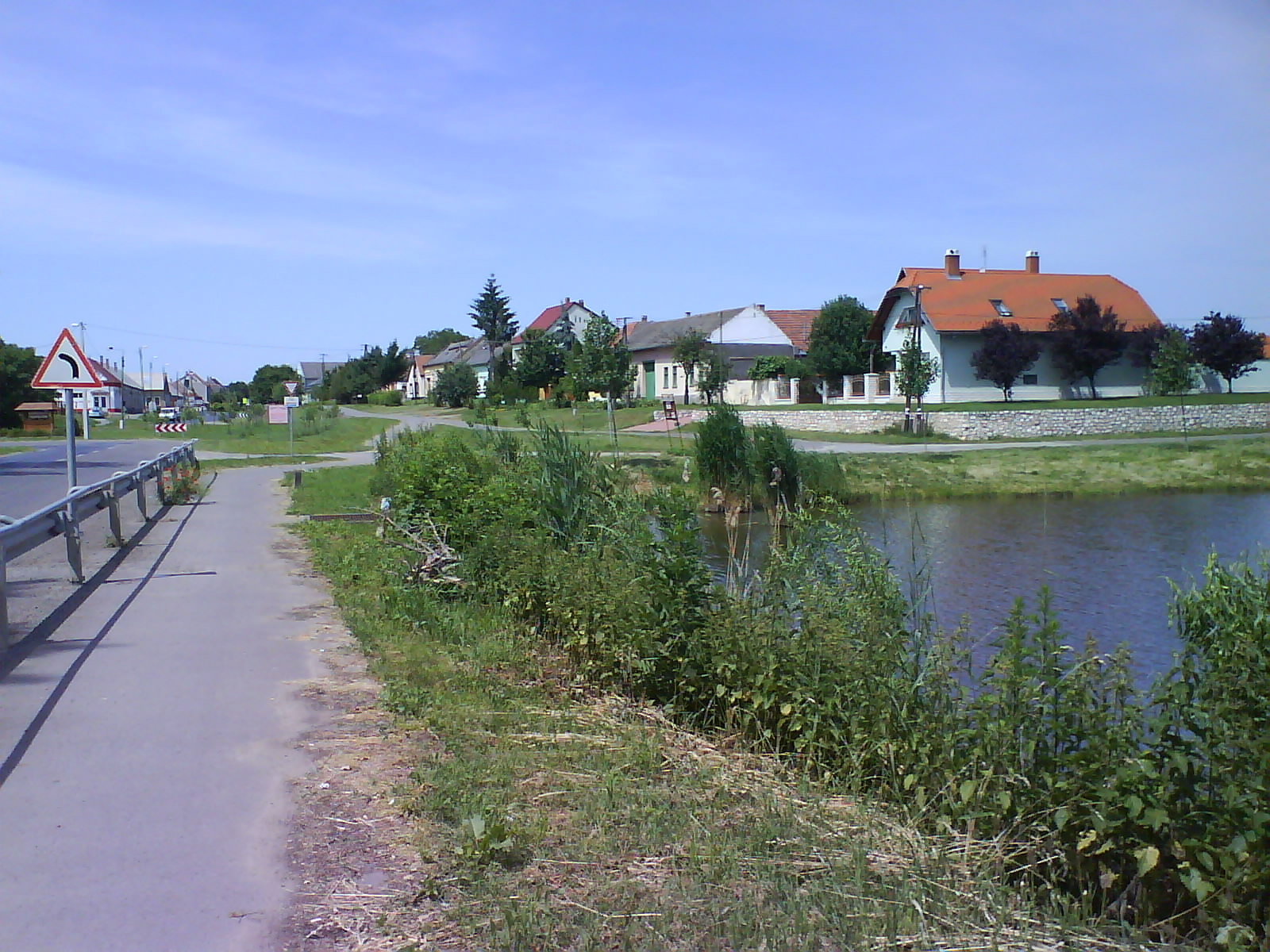
Blick auf Csávoly, rechts der Bara-See